# إدوارد راتليدج
إدوارد راتليدج (بالإنجليزية: Edward Rutledge)‏ (1749 – 1800) هو جندي ومشرع أمريكي وأحد الموقعين على وثيقة الاستقلال. ولد راتليدج في تشارلستون في 23 نوفمبر 1749، ودخل سجل المحاماة عام 1773 وبدأ بمزاولة المحاماة في تشارلستون، وانتخب في الكونغرس القاري عام 1774، ووقع على الاستقلال عام 1776 وكان عضوا في أول مجلس للحرب. وقام بإيفاد جون أدامز وبنجامين فرانكلين للتشاور مع اللورد هاو على موضوع المصالحة، لكن رفض الاتفاق معه دون وضع الاستقلال الأمريكي كأساس. كان مقدما في مدفعية تشارلستون وساعد في طرد البريطانيين من بورت رويال في عام 1779 وتم أسره في السنة التالية وأطلق سراحه في السنة التي تلتها. استقر راتليدج بعد إطلاق سراحه في فيلادلفيا، كان عضوا في مجلس جاكسونبورو التشريعي عام 1782، وبعد الحرب عاد إلى تشارلستون حيث استأنف ممارسة المحاماة. وكان لسنوات عديدة عضوا مجلس الولاية التشريعي، وانتخب في مجلس الشيوخ الأمريكي عام 1794 وحاكم كارولينا الجنوبية في عام 1798. توفي في مدينة تشارلستون في 23 يناير 1800 عن خمسين عاما.